# HO-Gaststätte „Am Zwinger“

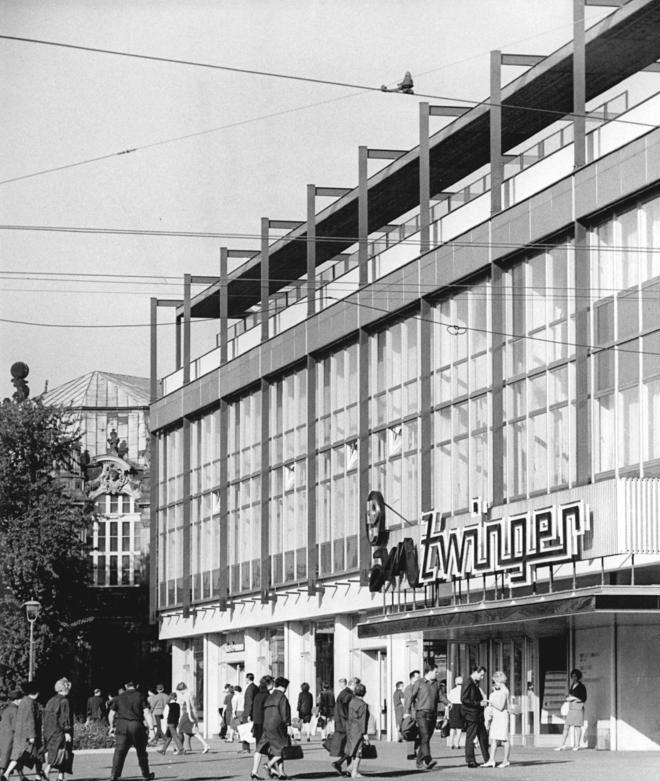
Gaststätte „Am Zwinger“ 1967, im Hintergrund der barocke Zwinger

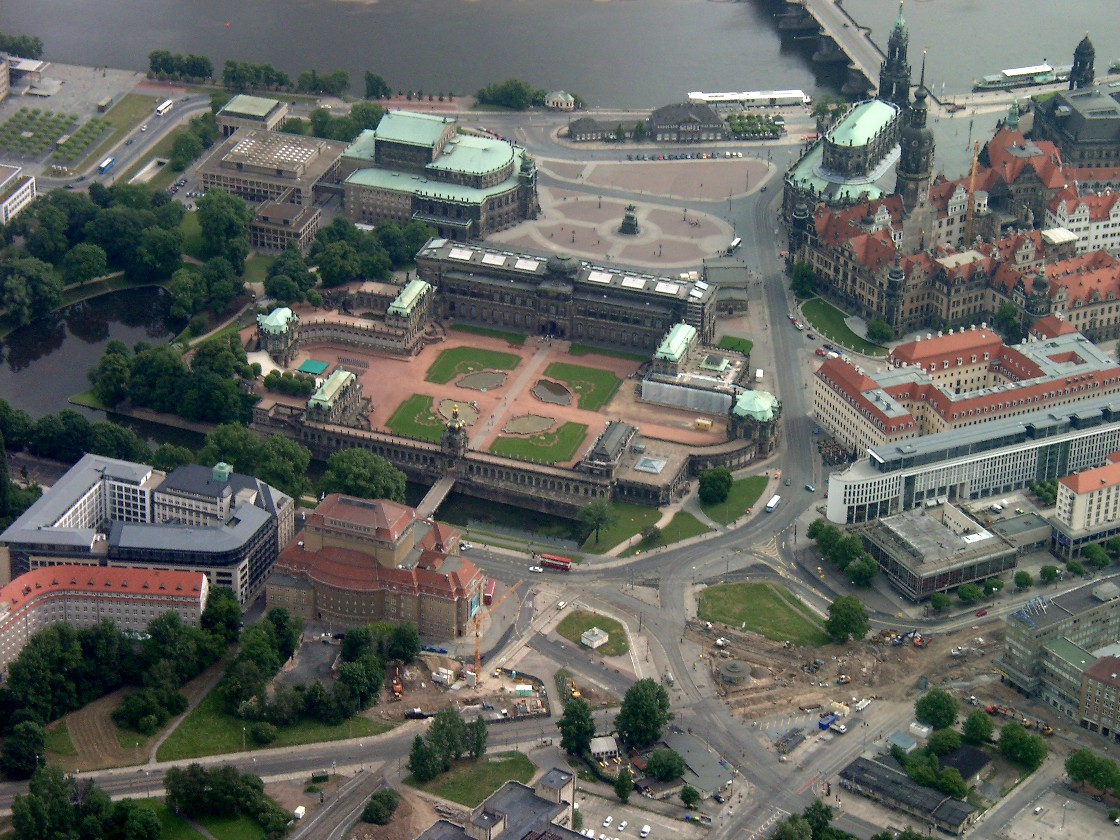
Luftbild vom Dresdner Zwinger. Am rechten Bildrand das Taschenbergpalais, direkt darunter das längliche Haus am Zwinger, es folgt der südliche Restteil des „Fresswürfels“.

Die HO-Gaststätte „Am Zwinger“ (im Volksmund Fresswürfel genannt) befand sich auf der Wilsdruffer Straße 24 (früher Ernst-Thälmann-Straße 24), Ecke Postplatz, gegenüber dem Zwinger in Dresden.

## Beschreibung
Das Gebäude wurde von 1965 bis 1967 nach Plänen der Architekten Gerhard Müller und Günter Gruner errichtet. Die Innengestaltung nahm Martin Gersdorf vor. Der dreigeschossige Baukörper bildete einst den nordwestlichen Abschluss der Wilsdruffer Straße in Dresden und ersetzte die für den Bau abgerissene Ruine der Sophienkirche an der Sophienstraße. Der Gaststättenkomplex hatte Platz für 1416 Personen und 380 Mitarbeiter. In der Gaststätte befanden sich eine Grillbar, das Café „espresso“ mit Außenplätzen, der „rustikale Radeberger Bierkeller“, der „Selbstbedienungs-Gastronom mit Lochkartensystem nach schwedischem Vorbild“ und das elegantere Tanzcafé im ersten Obergeschoss.
Die Gaststätte wurde in einer Mischbauweise bestehend aus einer Sandsteinverkleidung und einer vorgehängten Stahl-Aluminium-Glas-Fassade errichtet. Das zurückgesetzte Erdgeschoss war an den Pfeilern und Wandflächen mit Sandsteinplatten verkleidet. Die beiden Obergeschosse bestanden aus einer Stahl-Aluminium-Glas-Konstruktion und die Brüstungsflächen aus rotem Glas. Auf dem Flachdach wurde eine umlaufende Terrasse mit Pergola eingerichtet. Die Ausstattung derselben wurde um eine Achse zurückversetzt. Auch die Zwischenbauten erhielten eine Sandsteinverkleidung. Helmut Gebhardt hatte dort auch ein Wandbild geschaffen.
Zum Zeitpunkt seiner Eröffnung war das Gebäude „das größte gastronomische Projekt der DDR“. Im Jahre 1998 wurde der Nordteil des Gebäudes abgerissen; dort befindet sich heute der Westflügel des „Hauses am Zwinger“. Im Jahr 2007 erfolgte der Abriss des restlichen Gebäudes. An dieser Stelle wurde der Bürokomplex Wilsdruffer Kubus erbaut, welcher überwiegend vom Softwareunternehmen SAP genutzt wird.
Die Hausnummer Wilsdruffer Straße 24 ging nach dem Abriss auf das Zwischengebäude über, der „Wilsdruffer Kubus“ hat die Adresse „Postplatz 1“.
Das originale Architekturmodell war 2019 im Platten-Museum von Mathias Körner in der Harthaer Straße 20 in Dresden-Gorbitz zu sehen.

## Bilder

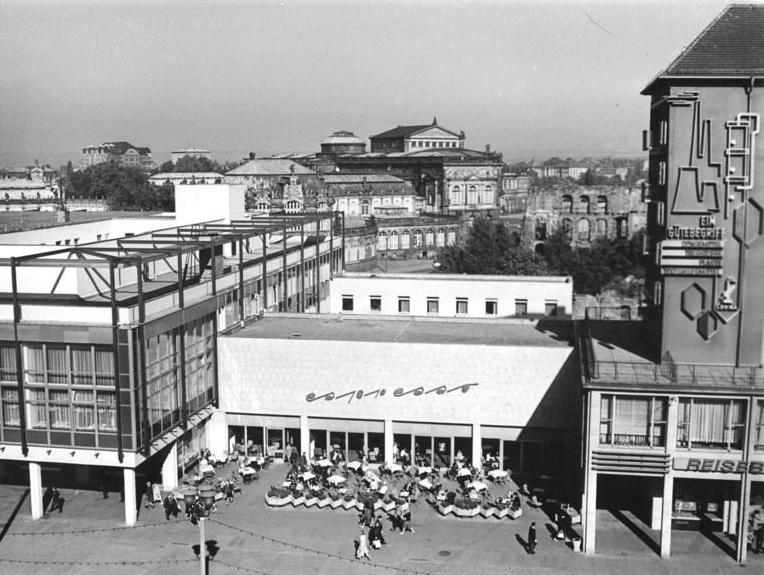
HO-Gaststätte „Am Zwinger“ und Café „espresso“
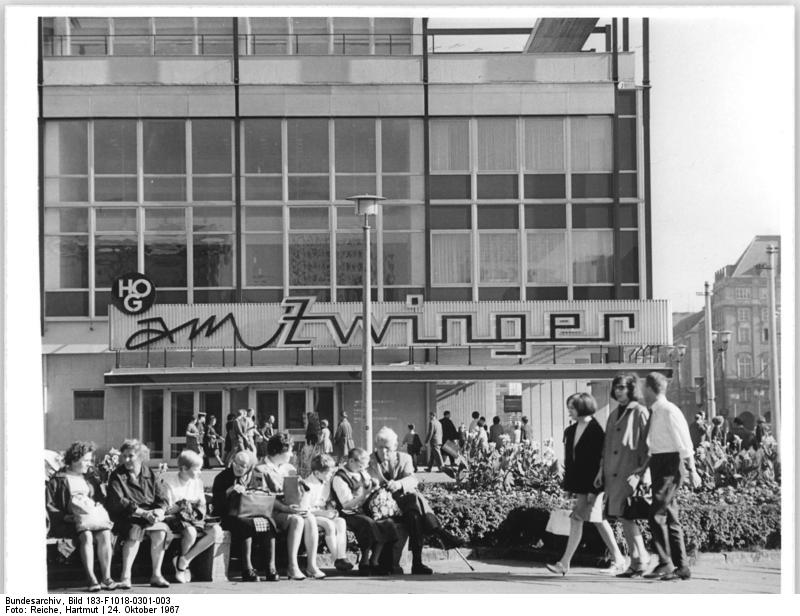
Blick auf den Eingang
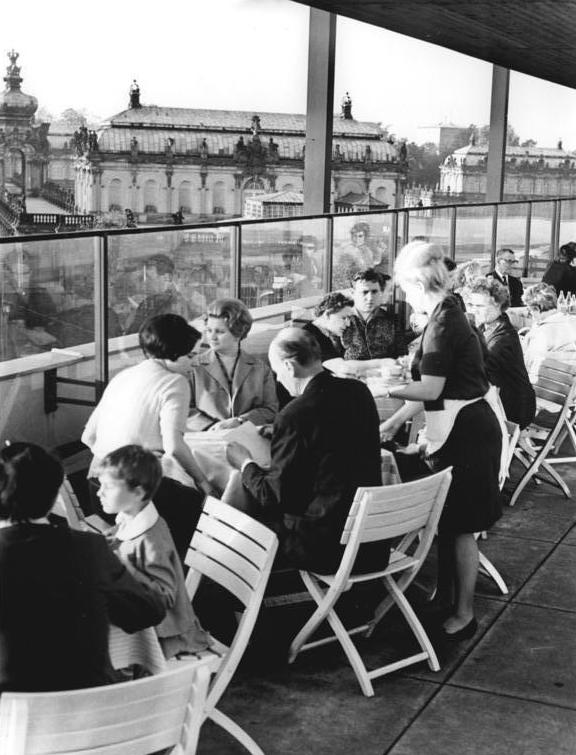
Blick von der Terrasse auf den Zwinger
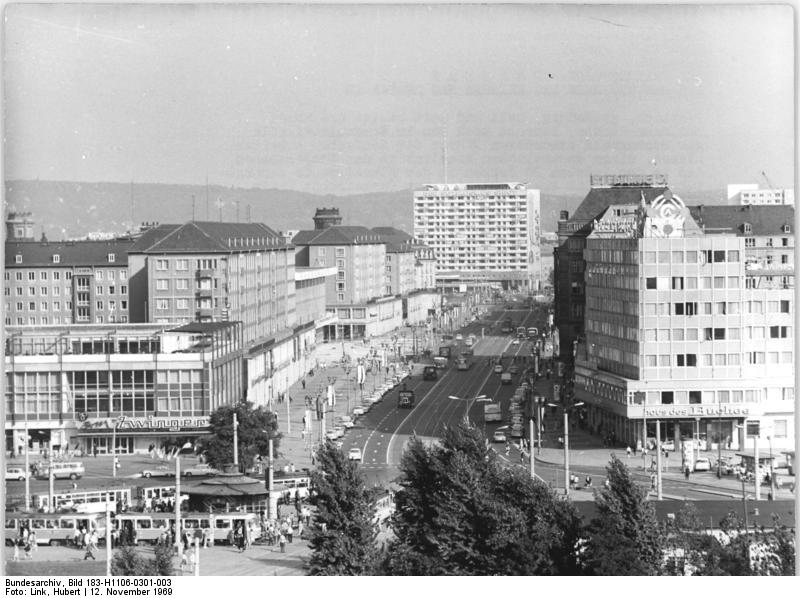
Die HO-Gaststätte im städtebaulichen Zusammenhang
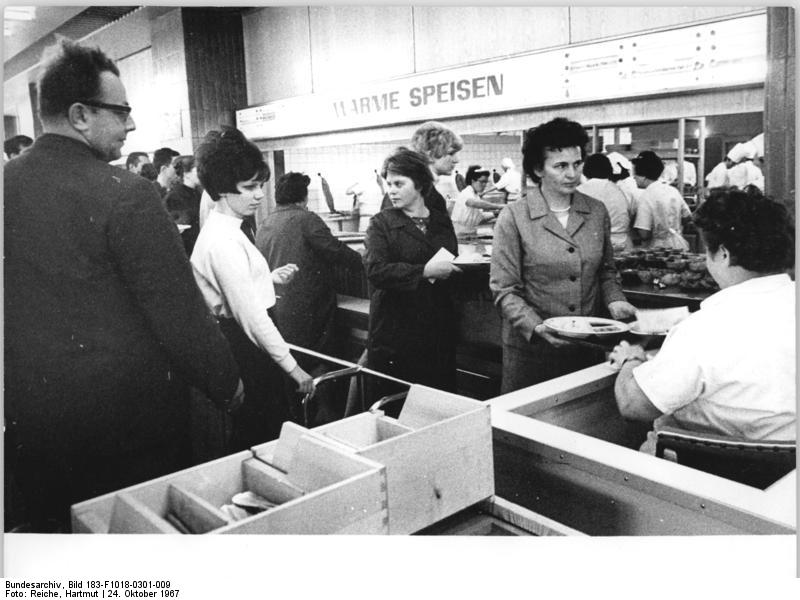
Essenstheke
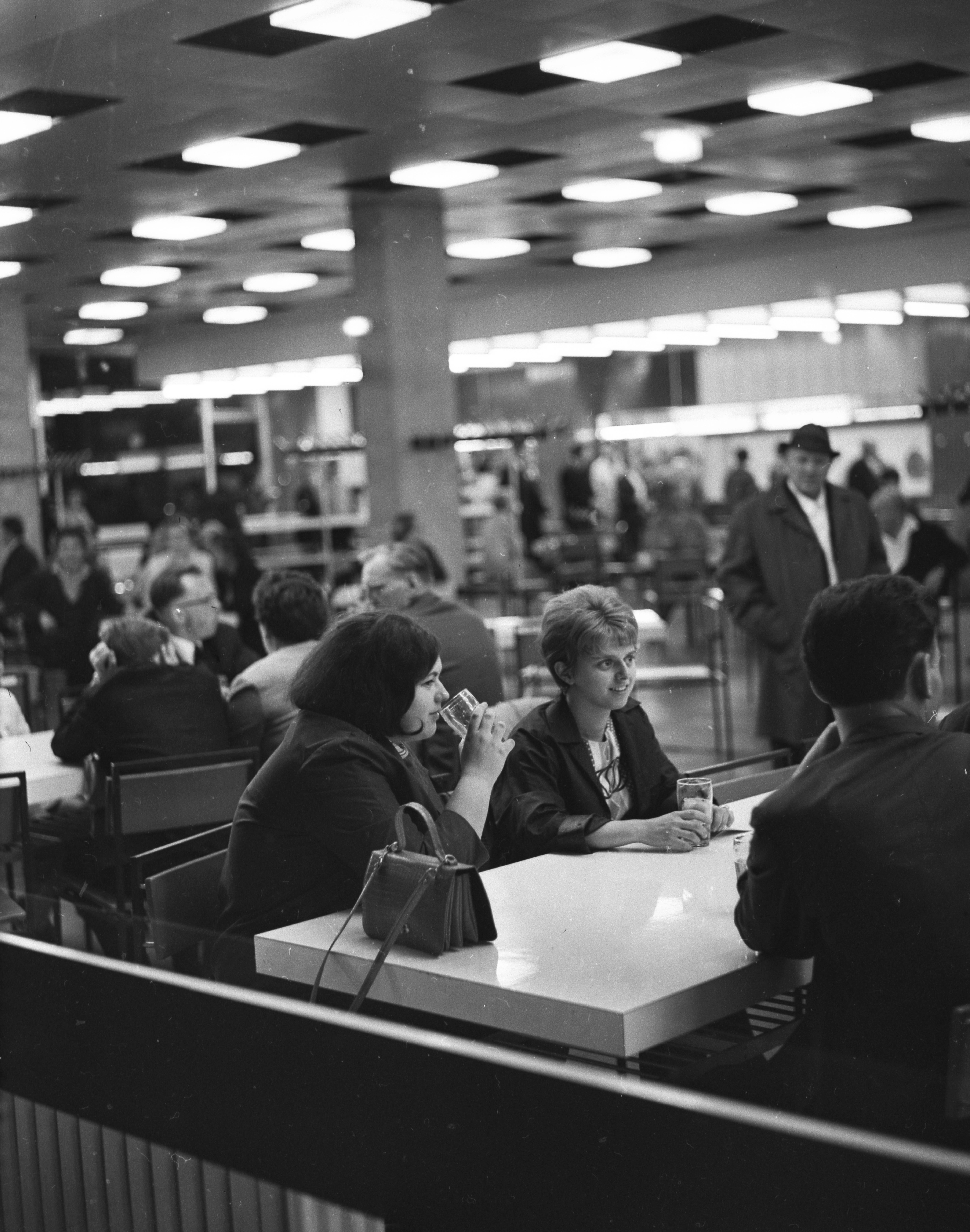
Speisesaal